# Jean Gallice
Pour les articles homonymes, voir Gallice.
Jean Gallice, né le 13 mai 1949 à Bordeaux, est un footballeur français. Il évoluait au poste d'attaquant.

## Biographie
Il s'occupe actuellement de la formation de cadres à la DTN et se charge de la préparation technique de l'équipe de France.
La famille Gallice est la première famille avec un père et un fils internationaux, mais c'est aussi la plus grande famille ayant porté le coq car André Gallice, frère de Jean et fils de René fut sélectionné chez les espoirs. 

## Carrière

### Clubs
- 1965-1971 :  AS Angoulême
- 1971-1977 :  Girondins de Bordeaux
- 1977-1979 :  Olympique lyonnais
- 1979-1980 :  Besançon RC
- 1980-1984 :  FC Libourne

### Équipe de France
- Sélectionné en équipe de France Militaire et Universitaire
- 16 sélections en équipe de France Espoirs[1]
- 7 sélections et 1 but en Équipe de France A[2], le 16 novembre 1974 au Parc des Princes contre l'Allemagne de l'Est (2-2, 88e)[3]

## Palmarès d'entraîneur
- France U19
  - Vainqueur du Championnat d'Europe des moins de 19 ans en 2005

- France U20
  - Vainqueur du Tournoi de Toulon en 2006